# Monument aux morts d'Arles-sur-Tech
Le monument aux morts d'Arles-sur-Tech est une statue de femme réalisée par Manolo Hugué en hommage aux morts pour la France d'Arles-sur-Tech de la Première Guerre mondiale, dont les noms sont gravés sur le socle de la statue. Le monument est réalisé en 1923 et inauguré en 1924 dans le parc de l'hôtel de ville d'Arles-sur-Tech, dans les Pyrénées-Orientales. Plus tard, il est déplacé juste devant la mairie, toujours dans le même parc. Les noms des morts de la Seconde Guerre mondiale sont ajoutés sur le socle.

## Localisation

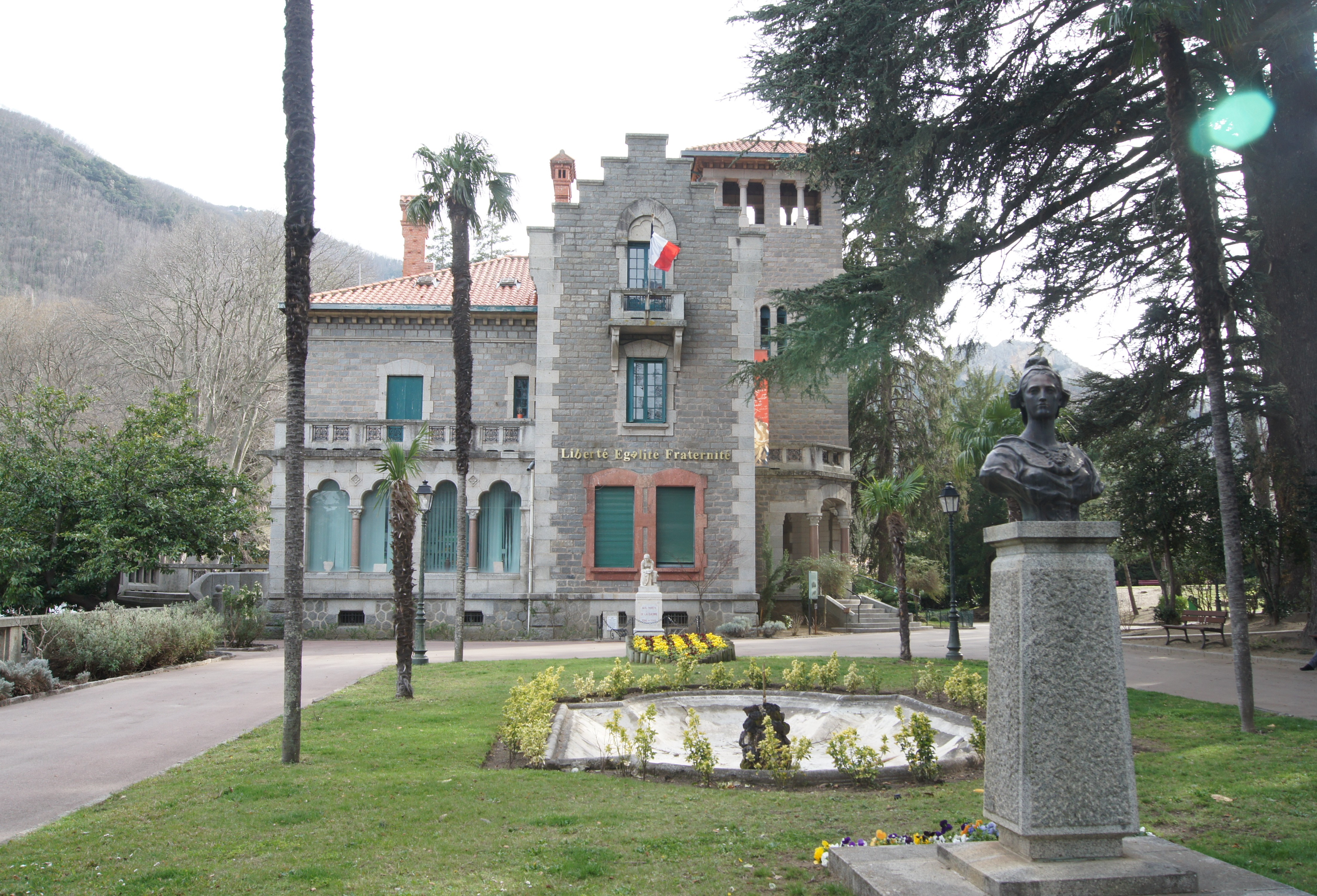
Parc de l'hôtel de ville. On peut voir le monument aux morts contre le bâtiment.